# Terebellum terebellum
Terebellum terebellum là một loài ốc biển, là động vật thân mềm chân bụng sống ở biển trong họ Seraphsidae.